# Aleuroplatus serratus
Aleuroplatus serratus là một loài côn trùng cánh nửa trong họ Aleyrodidae, phân họ Aleyrodinae.
Aleuroplatus serratus được Takahashi miêu tả khoa học đầu tiên năm 1955.